# Немчик, Моника
Моника Немчик (пол. Monika Niemczyk, настоящие имя и фамилия Данута Немчик; род. 26 марта 1946) —  польская актриса театра, кино, телевидения и кабаре.

## Биография
Моника Немчик родилась в Кракове в 1946 году. Племянница актёра Леона Немчика. Актёрское образование получила в Государственной высшей театральной школе в Кракове, которую окончила в 1970 году. Дебютировала в театре в 1970 году, в кино в 1972. Актриса театров в Кракове, Тарнуве и Варшаве, также актриса краковского кабаре «Яма Михалика». Выступает в спектаклях «театра телевидения» с 1973 года.

## Избранная фильмография
- 1972 — Дьявол / Diabeł
- 1974 — Самый важный день жизни / Najważniejszy dzień życia (только в 6-й серии)
- 1977 — Распорядитель бала / Wodzirej
- 1978 — Доложи, 07 / 07 zgłoś się (только в 7-й серии)
- 1980 — С течением лет, с течением дней... / Z biegiem lat, z biegiem dni...
- 1982 — Пансион пани Латтер / Pensja pani Latter
- 1987 — Лук Купидона / Łuk Erosa
- 1999 — Дочери счастья / Córy szczęścia / A szerencse lányai
- 2005 — Путешествие Нины / Ninas resa
- 2006 — Кто никогда не жил / Kto nigdy nie żył

## Признание
- 1975 — Награда за роль — 1-е Опольские театральное сопоставления.